# Прапор Скадовська
Прапор Скадовська — міський прапор Скадовська. Рішенням сесії Скадовської міської ради не затверджувався. Автор герба — головний архітектор міста П.І.Кравченко.

## Опис
Прямокутне полотнище зі співвідношенням сторін 2:3 складається з трьох горизонтальних смуг блакитного, жовтого і блакитного кольорів в співвідношенні 1:2:1, дві останні розділені хвилеподібно. У центрі жовтої смуги герб міста. На нижній блакитний смузі вузька біла хвилеподібна смужка в 1/40 від ширини прапора.